# 17099 Emilytianshi
17099 Emilytianshi è un asteroide della fascia principale. Scoperto nel 1999, presenta un'orbita caratterizzata da un semiasse maggiore pari a 2,518520 UA e da un'eccentricità di 0,187142, inclinata di 4,341553° rispetto all'eclittica. Ha un diametro di 5,056 km.